# Foramen mastoideum

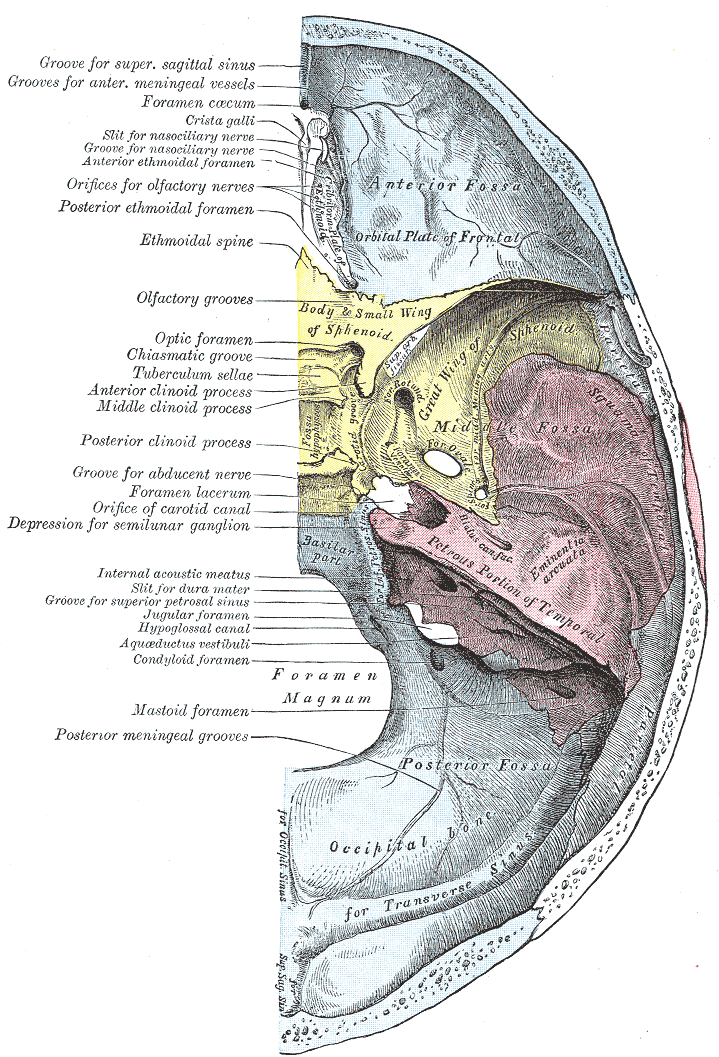
A koponya egy részlete (alulról a második jelöli a foramen mastoideumot)

A foramen mastoideum egy koponyalyuk a halántékcsont (os temporale) külső felszínének a hátsó felszínén. Egy véna megy keresztül rajta, mely a sinus transversusba fut, és egy apró artéria, amely az arteria occipitalis ága és ez a dura materba fut.

## Variációk
A lyuk alakja és formája sokféle lehet. Az elhelyezkedése szintúgy.